# Borden Chase
Borden Chase (Nova York, 11 de gener de 1900 - Los Angeles, 8 de març de 1971) va ser un novel·lista i guionista estatunidenc.
Encara que va escriure films de tots gèneres, és famós sobretot pels seus westerns. Els més famosos són tres de les col·laboracions entre Anthony Mann i James Stewart : Winchester '73 (1950), Bend of the River (1952) i The Far Country (1954). Va ser també autor de l'èxit de Howard Hawks : Riu Vermell (1948), que li va suposar ser nominat per un oscar, i la novel·la Vera Cruz (1953) que va donar lloc a la pel·lícula del mateix nom (1954) de Robert Aldrich.

## Biografia
Abans d'esdevenir novel·lista, i després guionista a Hollywood, Borden Chase va fer de tot. Boxador, conductor de taxi, i fins i tot conductor d'un cap de banda, fins a obrer a la construcció d'un túnel Aquest últim treball li va inspirar una de les seves novel·les Under Pressure, que Raoul Walsh va adaptar al cinema des de 1935.

Per a Jean-Pierre Coursodon i Bertrand Tavernier, va ser 
| « | un dels prínceps del western. […] Gran coneixedor de la història de l'Oest, es va ocupar la major part del temps a temes, la crítica social i històrica s'escapa als crítics europeus: la creació de la primera pista que permet fer viatjar el bestiar, l'aparició de la carabina de repetició, la fi dels grans espais, els primers filats, els mercenaris americans a Mèxic, els russos a Alaska, tots els seus punts de partida són pintorescos i també d'una importància històrica capital | » |

.
Cal afegir que l'escriptura de Borden Chase era molt subtil, sobretot a Vera Cruz on l'espectador no té sempre els elements per copsar el joc al qual es lliuren els personatges, i sobretot a Blackflash on el guionista introdueix elements freudians al western. Donarà igualment temes a Raoul Walsh que permetran al cineasta realitzar dos dels seus millors films dels anys cinquanta (The World in His Arms i Els diables del mar).

## Filmografia
- 1935 : Under Pressure de Raoul Walsh (novel·la)
- 1937 : Midnight Taxi d'Eugene Forde (novel·la)
- 1938: The Devil's Party de Ray McCarey (novel·la)
- 1942: Blue, White and Perfect d'Herbert H. Leeds (histoire)
- 1942: Dr. Broadway d'Anthony Mann (novel·la)
- 1942: The Navy Comes Through d'Edward Sutherland
- 1943 : Harrigan's Kid de Charles Reisner (novel·la)
- 1943 : Destroyer de William A. Seiter
- 1944 : The Fighting Seabees d'Edward Ludwig
- 1945 : This Man's Navy de William A. Wellman
- 1945 : Algun dia tornaré (Flame of Barbary Coast) de Joseph Kane
- 1946 : I've Always Loved You de Frank Borzage
- 1947 : Homes de presa (Tycoon) de Richard Wallace
- 1948 : The Man from Colorado d'Henry Levin
- 1948 : Riu Vermell (Red River) d'Howard Hawks
- 1950 : Montana de Ray Enright
- 1950 : Winchester '73 d'Anthony Mann
- 1950 : The Great Jewel Robber de Peter Godfrey
- 1951 : Iron Man de Joseph Pevney
- 1952 : Bend of the River d'Anthony Mann
- 1952 : Lone Star de Vincent Sherman
- 1952 : The World in His Arms de Raoul Walsh
- 1953 : Els diables del mar (Sea Devils) de Raoul Walsh
- 1954 : Sa Majestat dels Mars del Sud (His Majesty O'Keefe) de Byron Haskin
- 1954 : Rails into Laramie de Jesse Hibbs
- 1954 : The Far Country d'Anthony Mann
- 1954 : Vera Cruz de Robert Aldrich, a partir de la seva novel·la
- 1955 : Un home sense estrella (Man Without Star) de King Vidor
- 1956 : Backlash (Backlash) de John Sturges
- 1957 : Night Passage de James Neilson
- 1958 : Ride a Crooked Trail de Jesse Hibbs
- 1962 : Motí a la Bounty (Mutiny on the Bounty) de Lewis Milestone (no surt als crèdits)
- 1964 : Gunfighters of Casa Grande de Roy Rowland
- 1968 : A Man Called Gannon de James Goldstone
- 1969 : Backtrack d'Earl Bellamy

## Obra literària
- River Tunnel (1934)
- East River (1935)[4]
- Heading Boss (1935)
- Bed Rock (1935)
- Midnight Taxi (1935)
- Excursion (1936)
- Once for a Thousand (1936)
- Smart to Smart (1936)
- Blue, White and Perfect (1937)[5]
- Sandhog (1938)
- Trouble Wagon (1938)
- I'd Climb the Highest Mountain (1938)
- The Sun Sets at Five (1940)
- Death Across the Board (1940)
- Crooked Carribean Cross (1940)
- Farewell to the Indies (1941)
- Dark of the Dawn (!941)
- Lone Star (1942)
- The Chisholm Trail (1946)
- Diamonds of Death (1947)
- Blazing Guns on the Chisholm Trail (1948), també publicada amb el títol Red River
- Viva Gringo! (1961)

### Reculls de relats
- Blue White and Perfet (1937)
- Dr Broadway (1939)
- The Called Him Mister (1940)
- Concerto (1940)

### Novel·les
- Gorgeous Baby (1934)
- Another Man's “Out” (1934)
- High Air (1934)
- Tunnel Law (1934)
- Pat Doyle and Polack Joe (1934)
- Lights Against Him (1935)
- Good Timber (1935)
- It Takes Men (1935)
- Brass Monkey (1936)
- Faster! Faster! (1936)
- Pressure (1936)
- A Kiss in Spain (1936)
- Joe Mulligan Dies Natural (1936)
- With a Little Water on the Side (1936)
- The Lady Is Poison (1937)
- The Dreamer’s Bridge (1937)
- No novel·lace at Racetracks (1937)
- Portrait in Steel (1937)
- A Finer World (1937)
- They Call Him Mister (1938)
- Where’s Red Flanagan? (1938)
- All Hackmen Are Smart (1938)
- They Walked Behind Him (1938)
- Pay to Learn (1939)
- Salute! (1939)
- Not Much Good at Fighting (1939)
- The Blackout Murder (1939)
- Doctor Broadway (1939)
- You Can't Have a Heart (1939)
- Navy Style (1939)
- Calling Doctor Broadway (1939)
- Concerto (1939)
- Submarine Sunk! (1939)
- The Lady Was a Flop (1940)
- Carry On! (1940)
- Half-Pint Kid (1940)
- Dot on the Map (1940)
- Well Fitted (1940)
- His Sword Is Rust (1941)
- Comin' at You (1941)
- Stand Up and Be Counted! (1941)
- Sixth Column (1942)
- The Mojave Kid (1942)
- The War and Momsie (1943)
- Shiny Pants (1943)
- Gold Cups Are for Gentlemen (1944)
- Sands of Death (1951)
- Vera Cruz (1953)